# Limnanthaceae
Limnanthaceae, manja biljna porodica u redu kupusolike. Postoje dva roda čijih nekoliko vrsta raste po Sjevernoj Americi. Ime je dobila po rodu močvarni cvijet (Limnanthes).

## Opis
Limnanthaceae, uključuje jedan ili dva roda i osam vrsta koje rastu u umjerenoj Sjevernoj Americi. To su biljke s mekim stabljikama s duboko režnjevim ili složenim listovima i prilično široko otvorenim cvjetovima, a može postojati jedan oblik koji dolazi iz baze jajnika. Plodovi se razdvajaju u prilično bodljikave dijelove s jednom sjemenkom.

## Rodovi
1. Floerkea Willd.
2. Limnanthes R. Br.